# Roetstreepkokermot
De roetstreepkokermot (Coleophora clypeiferella) is een vlinder uit de familie kokermotten (Coleophoridae). De wetenschappelijke naam is voor het eerst geldig gepubliceerd in 1871 door Hofmann.
De soort komt voor in Europa.